# قراصنة الكاريبي: لعنة اللؤلؤة السوداء
قراصنة الكاريبي: لعنة اللؤلؤة السوداء (بالإنجليزية: Pirates of the Caribbean: The Curse of the Black Pearl) هو فيلم حركة ومغامرات كوميدي أمريكي صدر سنة 2003، تدور أحداثه في البحر الكاريبي خلال أوائل القرن السادس عشر، ألهمته الجاذبية الشديدة لجولة قراصنة الكاريبي في حدائق ديزني العالمية التي أنشأها والت ديزني بنفسه. أخرج فيلم قراصنة الكاريبي المخرج غور فيربينسكي، وأنتجه جيري بروكهايمر، ليصبح أول إنتاج ديزني يُصنَف للمشاهدين فوق ثلاثة عشر عاماً، وقد كانت كل أفلام والت ديزني تحصل على تصنيف العرض العام، أو الإرشاد العائلي.
بحلول 21 يوليو 2006 جمع فيلم القراصنة أكثر من ستمائة وثلاثة وخمسين مليون دولار من شباك التذاكر العالمي، ليحصل على المرتبة الخامسة والعشرين في قائمة أكثر الأفلام أرباحاً على الإطلاق. وأثبت نجاحه لوالت ديزني خلال أسابيع من إطلاقه، بحيث أعلن الاستوديو عن فيلم مكمل له هو قراصنة الكاريبي: صندوق الرجل الميت كان في طور الإنتاج (أطلق في الولايات المتحدة في 7 يوليو 2006)، وفيلم ثالث هو قراصنة الكاريبي: في نهاية العالم (الذي دخل مرحلة الإنتاج في 25 مايو 2007، وأطلق في نفس السنة).

## القصة
تبدأ القصة بالحاكم الجديد لبورت رويال في جمايكا ويذرباي سوان (جوناثان برايس) وابنته إليزابيث (كيرا نايتلي) مُبحرين من إنجلترا إلى البحر الكاريبي يرافقهما الملازم جيمس نورنغتون (جاك دافنبورت) من البحرية الملكية البريطانية. يقتربون من حطام سفينة فيها ناجٍ وحيد هو صبي اسمه ويليام ترنر (أورلاندو بلوم)، فينقذونه، وتكتشف إليزابيث قلادة على شكل جمجمة ذهبية معلقة حول عنق الصبي فتخفيها لئلا يُعدم بتهمة القرصنة. وقبل أن تستأنف السفينة إبحارها، تلمح إليزابيث سفينة ذات أشرعة سوداء مهلهلة تتلاشى في الضباب.
بعد ثماني سنوات، يُعين نورينغتون في منصب عميد بحري، وتحضر إليزابيث حفل ترقيته حيث يتقدم إليها بطلب زواج، غير أنها تفقد وعيها بسبب الحرارة والضغط الشديد للمشد الذي ترتديه تحت ثيابها فتسقط في المحيط، لينقذها قرصان مُفلس وصل لتوه إلى بورت رويال اسمه القبطان جاك سبارو. تُطلق قلادة الجمجمة الذهبية التي كانت إليزابيث ترتديها حول عنقها نبضات غامضة عبر المحيط عندما تغرق، وعندما يعود سبارو إلى اليابسة معها تحاول قوات البحرية اعتقاله لجرائم سابقة من ضمنها القرصنة التي دمغته شركة الهند الشرقية للتجارة بوشم على ذراعه لإدانته بها. (مع أن العُرْف يقتضي دمغ المدانين بالقرصنة على جباههم). وبينما يحاول الهرب، يلتقي سبارو بويل ترنر الذي أصبح حداداً يُحب إليزابيث لكنه خجل من البوح بمشاعره لها بسبب فرق الطبقة الاجتماعية بينهما، وتدور بينهما مبارزة طويلة تنتهي بفقدان سبارو لوعيه بعد أن ضربه الحداد الذي يعمل عنده ترنر (والذي كان نائماً طوال المبارزة)، واعتقاله.
في تلك الليلة، تُحاصَر بورت رويال من قبل سفينة أشباح شهيرة تُسمى اللؤلؤة السوداء؛ سفينة سوداء يديرها طاقم من القراصنة المتعطشين للدماء، وقبطانها رجل معروف بأنه «شرير لدرجة أن جهنم نفسها بصقته خارجها». ويبدو أن النبضات التي أطلقتها قلادة إليزابيث قد «استدعتها» بشكل ما. يعثر القراصنة عليها ويقتادونها، بعد أن تُذكرهم بميثاق التفاوض بين القراصنة (Parlé)، إلى متن السفينة حيث تنكر هويتها الحقيقية كابنة الحاكم وتدعي أنها خادمة تسمى إليزابيث ترنر. وهناك تلتقي بقبطان السفينة، القبطان باربوسا (جيوفري راش) الذي كان الضابط الأول لها تحت إمرة القبطان سبارو، فتطلب منه إيقاف هجومه على المدينة مقابل القلادة، فيوافق؛ غير أنه يستخدم ثغرة في الاتفاق ويختطف إليزابيث.
في اليوم التالي، يفشل ويل الذي رأى إليزابيث تؤخذ إلى السفينة في مساعيه العاطفية لإقناع العميد البحري نورنغتون والبحرية الملكية بمطاردة المعتدين فوراً (رغم مشاعر نورنغتون نحو إليزابيث). وبينما يضع العميد البحري ثقته في استراتيجيته البحرية، يُساعد ويل جاك سبارو في الخروج من السجن مقابل أن يُعلمه الأخير بمكان اللؤلؤة السوداء ويساعده في العثور عليها. يستولي الاثنان على السفينة (المُعترِِضَة) أسرع سفن الأسطول البريطاني، ويبحران إلى جزيرة تورتوغا (سلحفاة بالإسبانية) ليجمعا طاقماً من القراصنة الخارجين عن القانون، ثم يستمران في مطاردة باربوسا واللؤلؤة السوداء باتجاه إسلا دي مورتا؛ الجزيرة الغامضة التي لم تكتشف بعد، ولا يعرفها إلا الذين يعلمون أين تقع.

جاك وويل يستوليان على السفينة المعترضة

وهنا تظهر القصة الحقيقية لباربوسا وطاقمه. كانت اللؤلؤة السوداء وطاقمها تحت إمرة القبطان جاك سبارو إلى أن تمرد الطاقم بقيادة باربوسا الضابط الأول قبل عشر سنوات، ثم أراد البحارة التوجه إلى جزيرة إسلا دي مورتا للحصول على ذهب الأزتيك المخبأ هناك، غير أن سبارو رفض، وبقيادة باربوسا تمرد عليه البحارة وأنزلوه في جزيرة مهجورة مع مسدس فيه طلقة واحدة ليُخلص نفسه من بؤس الموت جوعاً. عثر الطاقم على الكنز، وبما أنهم اعتقدوا أن كونه ملعوناً أسطورة، فإنهم استولوا عليه لأنفسهم. وكان والد ويل "بوتستراب بيل" ترنر البحار الوحيد الذي لم يكن مقتنعاً بالتمرد، وبالمصير الذي لاقاه القبطان سبارو؛ فأرسل إحدى القطع الذهبية من الكنز لابنه على أمل ألا يعثر عليها الطاقم ويظل ملعوناً إلى الأبد كعقاب على العصيان، متقبلاً فكرة أن اللعنة ستطاله هو أيضاً. وكعقاب له يأمر باربوسا بربطه بمدفع وإلقاءه في البحر. حيث شوهد لآخر مرة يقع بين يدي ديفي جونز (قرصان آخر يظهر في الجزء الثاني)، حسب إفادة أحد بحارة باربوسا.
في وقت متأخر جداً، يكتشف الطاقم أن اللعنة كانت حقيقية بالفعل، بأن شراهتهم، جشعهم وشهوتهم لممتلكات العالم لن تنطفئ أبدأً، وأنهم أصبحو غير موتى، وغير قادرين على الموت، وضوء القمر يكشف حقيقة أنهم كانوا هياكل عظمية متعفنة لا يمكن أن تقتلها طلقة مسدس، أو طعنة. وليزيلوا اللعنة كان عليهم أن يعيدوا كل الذهب الذي سرقوه من كنز الأزتيك، ومعه دم كل واحد منهم. وبعد عقد نجحوا في الإيفاء بمتطلبات إزالة اللعنة عدا دم بيل بوتستراب والقطعة الذهبية التي سرقها، وعندما تقع إليزابيث بين أيديهم مع القلادة، يعتقدون أنها ابنة ترنر، وأن دمها ينهي اللعنة.

اللؤلؤة السوداء تهاجم بورت رويال

مباشرة بعد فشل محاولة طاقم اللؤلؤة السوداء لإنهاء اللعنة، يهرب ويل وإليزابيث في قارب ملتحقين بالسفينة المعترضة، وتاركين جاك سبارو وراءهم عملاً بقانون القراصنة: «أي رجل يتخلف، يُترك». وعندما يكتشف باربوسا والطاقم أن سبارو لا يزال حياُ، يعرض عليهم مقايضتهم بالمعلومات التي يملكها حول الشخص الذي يمكن لدمه إنهاء لعنتهم (ويل)، مقابل إعادة اللؤلؤة السوداء إليه. لكن مفاوضاته تفشل عندما تلحق اللؤلؤة السوداء بالسفينة المعترضة، وتبدأ في إطلاق النار عليها. يعلق ويل في قاع السفينة بينما يحاول الحصول على القلادة، ويهرب جاك سبارو محاولاً العثور على الميدالية التي يأخذها قرد باربوسا الأليف (المسمى جاك) ويسلمها إليه. ومن ثم يعتقل طاقم اللؤلؤة السوداء طاقم المعترضة ويستعيدون إليزابيث، ثم يقومون بتفجير المعترضة.
يكشف ويل نفسه لطاقم اللؤلؤة السوداء باعتباره ابن بوتستراب بيل، مقابل إطلاق سراح إليزابيث، فيلقيها القراصنة مع سبارو في الجزيرة التي ألقوه عليها قبل عقد، ويأخذون ويل ليحصلوا على دمه. وعلى الجزيرة تحرق إليزابيث كل المؤن المتوفرة (ومن ضمنها مخزون سبارو من الروم)، وبعض أشجار النخيل، لتصنع إشارة هائلة تكشف موقعها لسفن البحرية الملكية البريطانية. وأخيراً يُنقذ نورنغتون إليزابيث وسبارو، ولا تتمكن من إقناعه بالعودة لإقناع ويل إلا عندما تعده بالزواج منه إن هو فعل ذلك.
وباقترابهم من الجزيرة، يُقنع سبارو نورنغتون بنصب كمين لطاقم باربوسا بينما يذهب هو لإقناعهم بالخروج من الجزيرة. يُقنع باربوسا بتأخير إراقة دم ويل وكسر اللعنة إلى أن يقتلو طاقم سفينة البحرية الملكية البريطانية «التي لا تعرف الخوف» ويأخذوها لأنفسهم، مقابل السماح له بالعودة إلى قيادة سفينته اللؤلؤة السوداء. يسير الطاقم غير الميت على أرضية المحيط وصولاً إلى السفينة ما يسمح لهم بالهرب من الكمين الذي أعدته لهم البحرية الملكية، ويتقاتلون مع الضباط رجلاُ لرجل على متن «التي لا تعرف الخوف». يسرق سبارو إحدى عملات الكنز الملعون ويتورط في مبارزة مع باربوسا قائد بحارته السابق. ولأنه سرق واحدة من العملات يُصبح سبارو ملعوناً بدوره، ولهذا لا يُمكن قتله حتى تزول اللعنة، كما أن دمه ينبغي أن يُعطى لإزالتها، وخلال قتاله مع باربوسا يلهيه حتى يتمكن هو وويل من تقديم دمهما وإعادة العملات المسروقة. وقبل أن يُسقط ويل العملات إلى الصندوق، يُطلق سبارو رصاصته الوحيدة من مسدسه القديم على صدر باربوسا. وعندما يزعم باربوسا: «حملت هذا المسدس عشر سنوات، والآن تضيع رصاصتك الوحيدة!» يرد عليه ويل: «لم يضيعها!». ويسقط العملات إلى الصندوق كاسراً اللعنة. وبكسر اللعنة يصبح طاقم اللؤلؤة السوداء فانياً من جديد، يسقط باربوسا فوق الكنز، ويسقط تفاحته الخضراء الحامضة. وعندما يدركون بأنهم أصبحوا فانين مجدداً، يستسلم طاقم اللؤلؤة السوداء للبحرية الملكية.
وبالعودة إلى بورت رويال، يُحضر نورنغتون لشنق سبارو باعتباره خارجاً عن القانون، لكن ويل الذي يؤمن بأن سبارو رجل محترم بما فيه الكفاية لئلا يستحق الموت، ينقذه. وتُلغي إليزابيث المتأثرة بشجاعة ويل وإعلانه المفاجئ عن حبه لها زواجها من نورنغتون، معترفة بمشاعرها نحو ويل. يحلها نورنغتون من وعدها، ويعذر ويل لفعله الإجرامي. وفي خلال هذه الأحداث يهرب جاك ويقع بشكل غريب في المحيط، من نفس المكان الذي سقطت منه إليزابيث في بداية الفيلم، وينقذه طاقمه الذي أبحر معه على متن المعترضه، وأصبح الآن طاقم اللؤلؤة السوداء بعد أن استولى عليها. نورنغتون يتأثر بالقرصان المبحر نحو مغامرة مجهولة، فيسمح له بالتقدم على البحرية الملكية بيوم واحد قبل أن يبدؤوا في مطاردته.
بعد انتهاء عرض أسماء المشاركين في الفيلم، يتسلق قرد باربوسا الأليف، جاك، صندوق الأزتك حيث يأخذ قطعة من الكنز، فينسلخ جلده ويصبح قرداً ملعوناً، يحدق القرد مصدوماً للحظة، ثم يقفز، ويختفي المشهد في فمه.

## الإنتاج
عندما أعلن عن إنتاج الفيلم في بداية 2002، شكك هواة الأفلام والنقاد في إمكانية نجاحه بسبب اعتقادهم بأن حبكة تقوم على رحلة في حديقة ديزني هي خدعة تسويقية مهينة.

## الاستقبال
سر النقاد وفوجئوا بأن الفيلم كان ممتعاً، وحقق نجاحاً كبيراً في شباك التذاكر إذ حصد أكثر من ثلاثمائة مليون دولار في أمريكا الشمالية وحدها.
صوت المستخدمون للفيلم في قاعدة بيانات الأفلام على الإنترنت كواحد من أفضل مائتين وخمسين فيلماً على مر الزمان.
رُشح الفيلم لخمس جوائز أوسكار: أفضل مكياج، أفضل صوت، أفضل تحرير صوت، أفضل مؤثرات مرئية، وبشكل مُفاجئ رٌشح جوني ديب لجائزة أفضل ممثل.

## الأجزاء اللاحقة
- قراصنة الكاريبي: صندوق الرجل الميت
- قراصنة الكاريبي: في نهاية العالم
- قراصنة الكاريبي: في بحار غريبة
- قراصنة الكاريبي: الرجال الأموات لا يحكون حكايات

## الجوائز
كلها جوائز عام 2004
جوائز الأوسكار
- مرشح، أفضل ممثل، جوني ديب
- مرشح، أفضل مكياج، في نيل، مارتن سأمويل
- مرشح، أفضل صوت، كريستوفر بويز، ديفد باركر، ديفد أي. كامبيل، لي أورلوف
- مرشح، أفضل تحرير صوت، كريستوفر بويز، جورج واترز الثاني
- مرشح، أفضل مؤثرات بصرية، جون نول، هال ت. هيكيل، تشارلز غيبسون، تيري د. فريزي

اتحاد المخرجين
- مرشح، جائزة الامتياز في الإنتاج، براين موريس

جوائز ASCAP لموسيقى الأفلام والتلفزيون
- فائز، أفضل أفلام شباك التذاكر، كلاوس بديلت

جوائز بافتا
- فائز، أفضل شعر ومكياج، في نيل، مارتن سأمويل
- مرشح، أفضل مؤثرات بصرية، جون نول، هال ت. هيكيل، تيري د. فريزي، تشارلز غيبسون
- مرشح، أفضل أزياء، بيني روز
- مرشح، أفضل أداء في دور رئيسي، جوني ديب
- مرشح، أفضل صوت، كريستوفر بويز، جورج واترز الثاني، لي أورلوف، ديفد باركر، ديفد أي. كامبيل

جوائز غولدن غلوب
- مرشح، أفضل أداء لممثل في فيلم موسيقي أو كوميدي، جوني ديب

 جوائز إيدي (محررو السينما الأمريكية)
- فائز، أفضل تحرير لفيلم كوميدي أو موسيقي، كريغ وود، ستيفن أي. ريفكين، آرثر شميدت

جوائز ساتورن (أكاديمية أفلام الخيال العلمي، الفانتازيا، والرعب في الولايات المتحدة)
- فائز، جائزة الوجه الجذاب المستقبلي، نساء، كيرا نايتلي
- مرشح، أفضل ممثل، جوني ديب
- مرشح، أفضل أزياء، بيني روز
- مرشح، أفضل إصدار دي في دي
- مرشح، أفضل مخرج، غور فيربينسكي
- مرشح، أفضل فيلم فانتازي
- مرشح، أفضل مكياج، في نيل، مارتن سأمويل
- مرشح، أفضل موسيقى، كلاوس بدليت
- مرشح، أفضل مؤثرات خاصة، جون نول، هال ت. هيكيل، تيري د. فريزي، تشارلز غيبسون
- مرشح، أفضل ممثل في دور ثانوي، جيوفري راش
- مرشح، أفضل ممثلة في دور ثانوي، كيرا نايتلي

جوائز اتحاد ممثلي السينما
- فائز، أداء مؤثر لممثل في دور رئيسي، جوني ديب

## وصلات خارجية
- الموقع الرسمي
- قراصنة الكاريبي: لعنة اللؤلؤة السوداء على موقع IMDb (الإنجليزية)
- قراصنة الكاريبي: لعنة اللؤلؤة السوداء على موقع ميتاكريتيك (الإنجليزية)
- قراصنة الكاريبي: لعنة اللؤلؤة السوداء على موقع الموسوعة البريطانية (الإنجليزية)
- قراصنة الكاريبي: لعنة اللؤلؤة السوداء على موقع روتن توميتوز (الإنجليزية)
- قراصنة الكاريبي: لعنة اللؤلؤة السوداء على موقع نتفليكس (الإنجليزية)
- قراصنة الكاريبي: لعنة اللؤلؤة السوداء على موقع قاعدة بيانات الأفلام العربية
- قراصنة الكاريبي: لعنة اللؤلؤة السوداء على موقع ألو سيني (الفرنسية)
- قراصنة الكاريبي: لعنة اللؤلؤة السوداء على موقع Turner Classic Movies (الإنجليزية)
- قراصنة الكاريبي: لعنة اللؤلؤة السوداء على موقع أول موفي (الإنجليزية)
- قراصنة الكاريبي: لعنة اللؤلؤة السوداء على موقع بوكس أوفيس موجو (الإنجليزية)